# Le Mans Endurance Series 2005
Navigation
Édition précédente Édition suivante

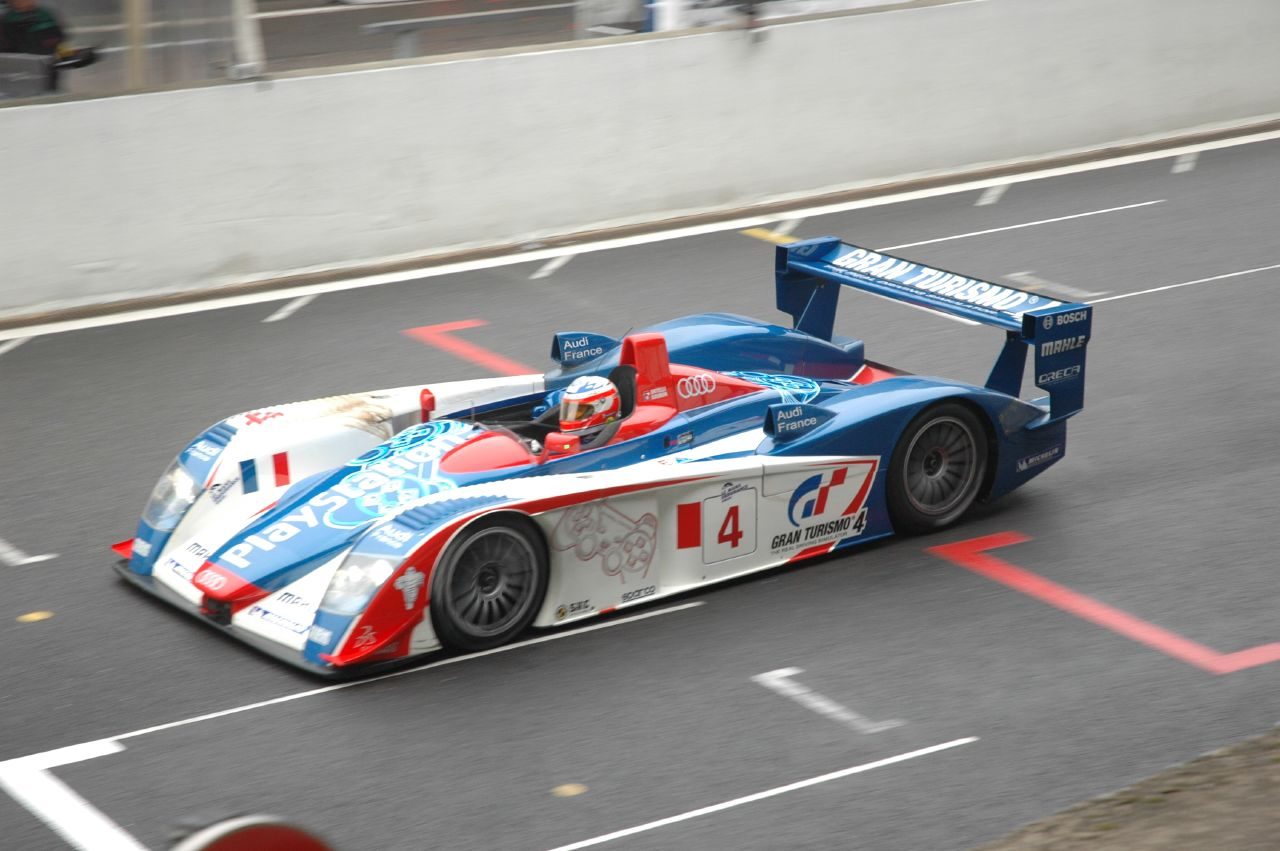
L'Audi R8 engagée par Oreca lors de l'épreuve de Spa.

L'édition 2005 de Le Mans Endurance Series s'est déroulée du 17 avril au 13 novembre 2005 sur un total de cinq courses.

## Calendrier
| # | Course                  | Circuit           | Date        |
| - | ----------------------- | ----------------- | ----------- |
| 1 | 1 000 km de Spa         | Spa-Francorchamps | 17 avril    |
| 2 | 1 000 km de Monza       | Monza             | 10 juillet  |
| 3 | 1 000 km de Silverstone | Silverstone       | 13 août     |
| 4 | 1000 km du Nürburgring  | Nürburgring       | 4 septembre |
| 5 | 1 000 km d'Istanbul     | Istanbul          | 13 novembre |

## Résultats
Vainqueur du classement général en gras.
| # | Circuit     | Ecurie victorieuse LMP1                      | Ecurie victorieuse LMP2                        | Ecurie victorieuse GT1                          | Ecurie victorieuse GT2       | Résultats |
| # | Circuit     | Pilotes victorieux LMP1                      | Pilotes victorieux LMP2                        | Pilotes victorieux GT1                          | Pilotes victorieux GT2       | Résultats |
| - | ----------- | -------------------------------------------- | ---------------------------------------------- | ----------------------------------------------- | ---------------------------- | --------- |
| 1 | Spa         | #15 Zytek Motorsport                         | #39 Chamberlain-Synergy                        | #52 BMS Scuderia Italia                         | #81 Team LNT                 | résultats |
| 1 | Spa         | Hayanari Shimoda Casper Elgaard John Nielsen | Bob Berridge Peter Owen Gareth Evans           | Fabrizio Gollin Matteo Cressoni Miguel Ramos    | Jonny Kane Warren Hughes     | résultats |
| 2 | Monza       | #17 Pescarolo Sport                          | #36 Paul Belmondo Racing                       | #51 BMS Scuderia Italia                         | #90 Sebah Automotive         | résultats |
| 2 | Monza       | Emmanuel Collard Jean-Christophe Boullion    | Karim Ojjeh Claude-Yves Gosselin Vincent Vosse | Christian Pescatori Michele Bartyan Toni Seiler | Marc Lieb Xavier Pompidou    | résultats |
| 3 | Silverstone | #4 Audi Team Oreca                           | #36 Paul Belmondo Racing                       | #67 MenX                                        | #90 Sebah Automotive         | résultats |
| 3 | Silverstone | Stéphane Ortelli Allan McNish                | Karim Ojjeh Claude-Yves Gosselin Vincent Vosse | Robert Pergl Jaroslav Janiš Peter Kox           | Marc Lieb Xavier Pompidou    | résultats |
| 4 | Nürburgring | #15 Zytek Motorsport                         | #27 Horag-Lista Racing                         | #62 Convers Team                                | #90 Sebah Automotive         | résultats |
| 4 | Nürburgring | Hayanari Shimoda Tom Chilton                 | Didier Theys Eric van de Poele                 | Darren Turner Robert Bell                       | Marc Lieb Xavier Pompidou    | résultats |
| 5 | Istanbul    | #17 Pescarolo Sport                          | #25 Ray Mallock Ltd.                           | #51 BMS Scuderia Italia                         | #93 Scuderia Écosse          | résultats |
| 5 | Istanbul    | Jean-Christophe Boullion Emmanuel Collard    | Mike Newton Thomas Erdos                       | Christian Pescatori Michele Bartyan Toni Seiler | Andrew Kirkaldy Nathan Kinch | résultats |

## Classement des équipes

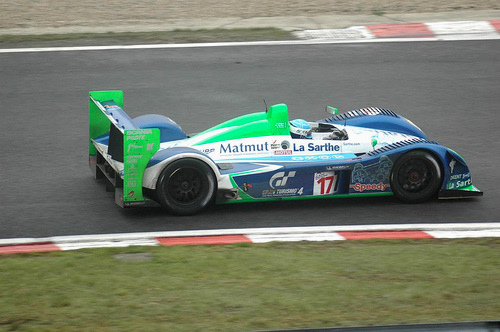
La Pescarolo C60H, titrée en catégorie LMP1

Barème : 10-8-6-5-4-3-2-1.

### Classement LMP1
| Pos | No  | Equipe                      | Châssis              | Moteur                                 | 1  | 2  | 3  | 4  | 5  | Total |
| --- | --- | --------------------------- | -------------------- | -------------------------------------- | -- | -- | -- | -- | -- | ----- |
| 1   | #17 | Pescarolo Sport             | Pescarolo C60 Hybrid | Judd GV5 5.0L V10                      | 8  | 10 | 1  | 5  | 10 | 34    |
| 2   | #15 | Zytek Motorsport            | Zytek 04S            | Zytek ZG348 3.4L V8                    | 10 | 3  | 4  | 10 | 5  | 32    |
| 3   | #4  | Audi PlayStation Team Oreca | Audi R8              | Audi 3.6L Turbo V8                     |    |    | 10 | 8  | 8  | 26    |
| 4   | #8  | Rollcentre Racing           | Dallara SP1          | Judd GV4 4.0L V10                      | 6  | 6  | 6  | 4  | 3  | 25    |
| 5   | #7  | Creation Autosportif        | DBA4 03S             | Judd GV5 5.0L V10                      |    | 4  | 8  | 6  | 6  | 24    |
| 6   | #9  | Team Jota                   | Zytek 04S            | Zytek ZG348 3.4L V8                    |    | 8  | 5  | 3  | 4  | 20    |
| 7   | #13 | Courage Compétition         | Courage C60 Hybrid   | Judd GV4 4.0L V10                      |    | 5  | 3  | 2  | 1  | 11    |
| 8   | #5  | Jim Gainer International    | Dome S101Hb          | Mugen MF408S 4.0L V8                   | 5  |    |    |    |    | 5     |
| 9   | #10 | Racing for Holland          | Dome S101            | Judd GV4 4.0L V10                      |    | 2  |    | 1  |    | 3     |
| 10  | #6  | Lister Racing               | Lister Storm LMP     | Chevrolet 6.0L V8                      |    |    | 2  |    |    | 2     |
| 11  | #18 | Rollcentre Racing           | Dallara SP1          | Nissan 3.6L Turbo V6 Judd GV4 4.0L V10 |    |    |    |    | 1  | 1     |

### Classement LMP2
| Pos | No  | Equipe                         | Châssis                   | Moteur                                         | 1  | 2  | 3  | 4  | 5  | Total |
| --- | --- | ------------------------------ | ------------------------- | ---------------------------------------------- | -- | -- | -- | -- | -- | ----- |
| 1   | #39 | Chamberlain Synergy Motorsport | Lola B05/40               | AER P07 2.0L Turbo I4                          | 10 | 8  | 4  | 4  | 8  | 34    |
| 2   | #25 | Ray Mallock Ltd.               | MG-Lola EX264             | Judd XV675 3.4L V8 MG (AER) XP20 2.0L Turbo I4 | 5  | 6  | 6  | 6  | 10 | 33    |
| 3   | #36 | Paul Belmondo Racing           | Courage C65               | Ford (AER) 2.0L Turbo I4                       | 3  | 10 | 10 |    | 4  | 27    |
| 4   | #27 | Horag Lista Racing             | Lola B05/40               | Judd XV675 3.4L V8                             |    |    | 5  | 10 | 6  | 21    |
| 5=  | #31 | Noël del Bello Racing          | Courage C65               | Mecachrome 3.4L V8                             | 8  |    |    | 2  |    | 10    |
| 5=  | #37 | Paul Belmondo Racing           | Courage C65               | Ford (AER) 2.0L Turbo I4                       |    |    | 2  | 8  |    | 10    |
| 7=  | #20 | Pir Compétition                | Pilbeam MP91 Pilbeam MP93 | JPX-Mader 3.4L V6                              | 6  |    | 3  |    |    | 9     |
| 7=  | #46 | Scuderia Villorba Corse        | Lucchini SR2001           | Alfa Romeo 3.0L V6                             | 4  | 5  |    |    |    | 9     |
| 9   | #30 | Kruse Motorsport               | Courage C65               | Judd XV675 3.4L V8                             |    |    | 8  |    |    | 8     |
| 10  | #35 | G-Force Racing                 | Courage C65               | Judd XV675 3.4L V8                             |    |    | 1  | 5  |    | 6     |
| 11  | #32 | Team Barazi                    | Courage C65               | AER P07 2.0L Turbo I4                          |    |    |    |    | 5  | 5     |
| 12= | #21 | Noël del Bello Racing          | Courage C65               | Mecachrome 3.4L V8                             |    |    |    | 3  |    | 3     |
| 12= | #28 | Ranieri Randaccio SRL          | Tampolli SR2              | Nicholson-McLaren 3.3L V8                      |    |    |    |    | 3  | 3     |

### Classement GT1
| Pos | No  | Equipe                         | Châssis                   | Moteur                    | 1  | 2  | 3  | 4  | 5  | Total |
| --- | --- | ------------------------------ | ------------------------- | ------------------------- | -- | -- | -- | -- | -- | ----- |
| 1   | #51 | BMS Scuderia Italia            | Ferrari 550 GTS Maranello | Ferrari 5.9L V12          | 6  | 10 | 3  | 6  | 10 | 35    |
| 2   | #52 | BMS Scuderia Italia            | Ferrari 550 GTS Maranello | Ferrari 5.9L V12          | 10 | 5  | 4  | 8  | 8  | 35    |
| 3   | #61 | Convers Team Cirtek Motorsport | Ferrari 550 GTS Maranello | Ferrari 5.9L V12          | 8  | 6  | 8  | 4  | 5  | 31    |
| 4   | #67 | MenX                           | Ferrari 550 GTS Maranello | Ferrari 5.9L V12          |    | 8  | 10 | 5  | 6  | 29    |
| 5   | #62 | Convers Team Cirtek Motorsport | Aston Martin DBR9         | Aston Martin 6.0L V12     |    |    | 5  | 10 |    | 15    |
| 6   | #53 | A-Level Engineering            | Porsche 911 Turbo (996)   | Porsche 3.6L Turbo Flat-6 |    | 3  | 6  |    |    | 9     |
| 7   | #68 | JMB Racing                     | Ferrari 575 GTC           | Ferrari 6.0L V12          |    | 4  |    |    | 4  | 8     |
| 8   | #57 | Paul Belmondo Racing           | Chrysler Viper GTS-R      | Chrysler 8.0L V10         |    |    | 2  | 2  | 3  | 7     |
| 9   | #56 | Paul Belmondo Racing           | Chrysler Viper GTS-R      | Chrysler 8.0L V10         |    |    |    | 3  |    | 3     |
| 10  | #65 | Graham Nash Motorsport         | Saleen S7-R               | Ford 7.0L V8              |    |    | 1  |    |    | 1     |

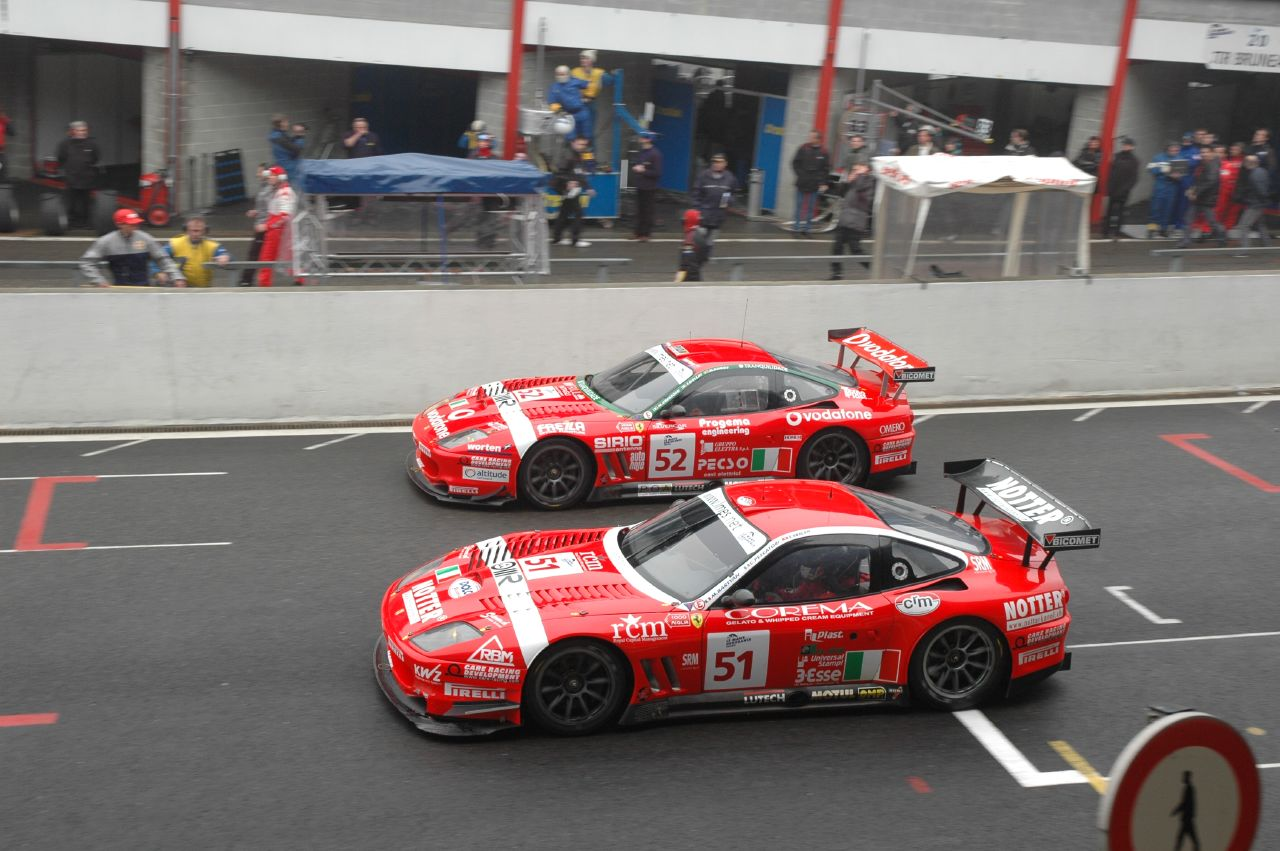
Les Ferrari 550 de la Scuderia Italia.

† - la n°51 de la BMS Scuderia Italia est titrée au bénéfice du plus grand nombre de victoires.

### Classement GT2
| Pos | No  | Equipe                     | Châssis                                           | Moteur              | 1  | 2  | 3  | 4  | 5  | Total |
| --- | --- | -------------------------- | ------------------------------------------------- | ------------------- | -- | -- | -- | -- | -- | ----- |
| 1   | #90 | Sebah Automotive, Ltd.     | Porsche 911 GT3 R (996)                           | Porsche 3.6L Flat-6 |    | 10 | 10 | 10 |    | 30    |
| 2   | #93 | Scuderia Écosse            | Ferrari 360 Modena GT                             | Ferrari 3.6L V8     |    | 8  | 5  | 5  | 10 | 28    |
| 3=  | #76 | Autorlando Sport           | Porsche 911 GT3 RSR (996)                         | Porsche 3.6L Flat-6 | 6  |    | 8  | 6  |    | 20    |
| 3=  | #73 | Ice Pol Racing Team        | Porsche 911 GT3 RSR (996)                         | Porsche 3.6L Flat-6 | 3  | 5  | 4  | 4  | 4  | 20    |
| 5   | #83 | Seikel Motorsport          | Porsche 911 GT3 RSR (996)                         | Porsche 3.6L Flat-6 | 5  | 6  | 1  |    | 6  | 18    |
| 6=  | #99 | GPC Sport                  | Ferrari 360 Modena GT                             | Ferrari 3.6L V8     | 4  |    | 3  |    | 8  | 15    |
| 6=  | #89 | Sebah Automotive, Ltd.     | Porsche 911 GT3 RSR (996)                         | Porsche 3.6L Flat-6 |    | 2  | 6  | 2  | 5  | 15    |
| 8   | #81 | Team LNT                   | TVR Tuscan T400R                                  | TVR 4.0L I6         | 10 |    |    |    |    | 10    |
| 9=  | #82 | Team LNT                   | TVR Tuscan T400R                                  | TVR 4.0L I6         | 8  |    |    |    |    | 8     |
| 9=  | #85 | Spyker Squadron b.v        | Spyker C8 Spyder GT2-R                            | Audi 3.8L V8        |    |    |    | 8  |    | 8     |
| 11  | #95 | Racesport Peninsula TVR    | TVR Tuscan T400R                                  | TVR 4.0L I6         | 2  |    | 2  | 3  |    | 7     |
| 12  | #79 | JP Racing                  | Porsche 911 GT3 RS (996)                          | Porsche 3.6L Flat-6 | 1  | 4  |    |    |    | 5     |
| 13  | #98 | James Watt Automotive      | Porsche 911 GT3 RS (996)                          | Porsche 3.6L Flat-6 |    | 3  |    |    |    | 3     |
| 14  | #88 | Noble Group GruppeM Racing | Porsche 911 GT3 R (996) Porsche 911 GT3 RSR (996) | Porsche 3.6L Flat-6 |    |    |    | 1  |    | 1     |

## Sources
- (en) Cet article est partiellement ou en totalité issu de l’article de Wikipédia en anglais intitulé « 2005 Le Mans Endurance Series season » (voir la liste des auteurs).